# Maxwell Simkins
Maxwell „Max“ Simkins (* 17. Oktober 2006 in Philadelphia, Pennsylvania) ist ein US-amerikanischer Schauspieler.

## Leben
Simkins ist seit seinem sechsten Lebensjahr dem Schauspiel zugeneigt. Seine erste Filmrolle hatte er in dem Film Das grenzt an Liebe. In den nächsten Jahren folgten weitere Besetzungen in Filmen und im Fernsehen. Von 2018 bis 2019 verkörperte er die Rolle des Zane in der Fernsehserie Bizaardvark. 2019 verkörperte er im Film Kim Possible und in der Mini-Fernsehserie Kim Hushable die Rolle des jungen Dr. Drakken. Seit 2020 ist er in der Fernsehserie The Adventures with Blue and MJ zu sehen.

## Filmografie
- 2014: Das grenzt an Liebe (And So It Goes)
- 2015: Alle Farben des Lebens (3 Generations)
- 2015: Alle Jahre wieder – Weihnachten mit den Coopers (Love the Coopers)
- 2016: Inside Amy Schumer (Fernsehserie, Episode 4x05)
- 2017: The Book of Henry
- 2018–2019: Bizaardvark (Fernsehserie, 21 Episoden)
- 2019: Kim Possible
- 2019: Kim Hushable (Mini-Fernsehserie, 3 Episoden)
- 2020: The Sleepover
- seit 2020: The Adventures with Blue and MJ (Fernsehserie, 7 Episoden)
- 2021–2022: Mighty Ducks: Game Changer (Fernsehserie, 10 Episoden)